# Robert Schul
Robert "Bob" Schul ( West Milton, Ohio, Estados Unidos, 28 de septiembre de 1937-16 de junio de 2024), fue un atleta estadounidense especialista en pruebas de larga distancia que fue campeón olímpico de los 5.000 metros en los Juegos de Tokio 1964.

## Biografía
Schul, nació y creció en una granja de West Milton, Ohio, empezó a correr en el instituto. Sus resultados durante su estancia en la Universidad de Miami no fueron destacados. En 1959 se unió a las fuerzas aéreas donde continuó entrenando. En 1961 conoció al entrenador húngaro Mihaly Igloi. Bajo la tutela de Igloi finalizó tercero en el Campeonato nacional de 3.000 m obstáculos. Debido a diversas lesiones su explosión se retrasó hasta 1964.
En 1964 batió el récord de Estados Unidos de 5.000 m, y el mundial de las 2 millas con un tiempo de 8:26.4 (el 29 de agosto). Logró clasificarse para los Juegos Olímpicos de Tokio. En la capital nipona, Schul disputó la final de los 5.000 m bajo una intensa lluvia. En la última vuelta el francés Michel Jazy parecía encaminarse hacia el oro, pero Schul fue recortando la distancia hasta superar a Jazy a falta de 50 m y lograr el oro. Tras los Juegos, Schul lograría en 1965 el título nacional de las 3 millas pero ya nunca alcanzaría el nivel de 1964.